# Zatrachys
Zatrachys là một chi động vật lưỡng cư temnospondyli từ kỷ Permi của Texas.